# Левківка (Чугуївський район)
Ле́вківка — село в Україні, у Зміївській міській громаді Чугуївського району Харківської області. Населення становить 663 осіб. До 2020 орган місцевого самоврядування — Чемужівська сільська рада.

## Географія
Село Левківка знаходиться на березі безіменної річечки, яка через 3 км впадає в річку Мжа (ліва притока), яка через 3 км впадає в річку Сіверський Донець (права притока). З двох сторін села проходять дві залізничні гілки, станцій Левківка і 27 км. Село примикає до міста Зміїв, до села Чемужівка і до селища Вирішальний. До села примикає великий лісовий масив (сосна).

## Історія
Село засноване в 1709 році, як хутір, який належав козаку Леонтію Петрову. Від його імені й походить назва поселення.

Левківка на мапі 1864 року

За даними на 1864 рік у казенному селі Замостянської волості Зміївського повіту, мешкало 145 осіб (80 чоловічої статі та 65 — жіночої), налічувалось 8 дворових господарства, існувала православна церква.
12 червня 2020 року, відповідно до Розпорядження Кабінету Міністрів України  № 725-р «Про визначення адміністративних центрів та затвердження територій територіальних громад Харківської області», увійшло до складу Зміївської міської громади.
19 липня 2020 року, в результаті адміністративно-територіальної реформи та ліквідації Зміївського району, село увійшло до складу Чугуївського району Харківської області.

## Населення

### Мова
Розподіл населення за рідною мовою за даними перепису 2001 року:
| Мова       | Кількість | Відсоток |
| ---------- | --------- | -------- |
| українська | 544       | 90.97%   |
| російська  | 52        | 8.69%    |
| білоруська | 1         | 0.17%    |
| румунська  | 1         | 0.17%    |
| Усього     | 598       | 100%     |

## Економіка
- Молочно-товарна ферма.

## Об'єкти соціальної сфери
- Школа.
- Фельдшерсько-акушерський пункт.